# Hyparrhenia dichroa
Espèce
Hyparrhenia dichroa est une espèce végétale du genre Hyparrhenia et de la famille des Poaceae (graminées), originaire d'Afrique.
Cette plante herbacée, qui peut atteindre 3 m de hauteur, possède des feuilles pouvant atteindre 60 cm de longueur pour 0,8 cm de largeur.
Elle pousse essentiellement entre le Soudan et le Zaïre, au nord, jusqu'en Afrique du Sud.